# Horehronie
«Horehronie» es una canción pop, compuesta por Martin Kavulič, con letra del poeta Kamil Peteraj e interpretada por Kristína.
La canción representó a Eslovaquia en el Festival de la Canción de Eurovisión 2010. El tema, una oda a la región turística de Horehronie, ganó la preselección de ese país (Eurosong 2010) el 27 de febrero, obteniendo la mayor parte de los televotos y quedando en segundo lugar en la votación del jurado.
La canción se interpretó en eslovaco, idioma que este país ha empleado en la mayoría de sus participaciones en el festival.

## Sencillos
| Año  | Sencillo     | Posición              |
| Año  | Sencillo     | Bandera de Eslovaquia |
| ---- | ------------ | --------------------- |
| 2010 | «Horehronie» | 1                     |